# Ascotis fortunata azorica
Ascotis fortunata azorica é uma subespécie de insetos lepidópteros, mais especificamente de traças, pertencente à família Geometridae.
A autoridade científica da subespécie é Pinker, tendo sido descrita no ano de 1971.
Trata-se de uma subespécie presente no território português.